# Związek operacyjny
Związek operacyjny – wielostopniowa jednostka organizacyjna i operacyjna wojska występująca we wszystkich rodzajach sił zbrojnych, przeznaczona do prowadzenia operacji na konkretnym teatrze działań wojennych.
Zalicza się do niego:
- front (grupę armii), składający się zazwyczaj z kilku ogólnowojskowych armii, armii lotniczej oraz związków taktycznych, oddziałów i pododdziałów różnych rodzajów wojsk;
- armię obejmującą kilka związków taktycznych oraz jednostki rodzajów wojsk
- flotę składającą się ze związków taktycznych nawodnych i podwodnych okrętów
- okręgi wojskowe, korpusy obrony przeciwlotniczej kraju i inne

Związek operacyjny może mieć różny  skład organizacyjny. Jest on ustalany w zależności od charakteru wykonywanego zadania, możliwości przeciwnika i innych czynników.
Zasadniczą różnicą między związkiem taktycznym a związkiem operacyjnym jest pełna swoboda zmiany składu związku operacyjnego przy niezmienności składu związku taktycznego. Czyli dywizja jest przenoszona  ze składu jednej armii do drugiej w zależności od bieżących potrzeb, ale tylko w całości, unika się przenoszenia jedynie części dywizji.
Istnieją mniejsze jednostki taktyczne (brygady, bataliony a nawet kompanie), które nie są stałą częścią większej jednostki taktycznej, zazwyczaj mają samodzielna w nazwie, i te są przesuwane swobodnie między jednostkami operacyjnymi.   
Zazwyczaj dotyczy to bardzo wąsko wyspecjalizowanych jednostek, np. najcięższej artylerii oblężniczej, które mają zastosowanie tylko w określonych warunkach.
Związek operacyjny marynarki wojennej to organizacyjne ukształtowanie części jej sił (np. flota) przeznaczone do wykonywania na morskim teatrze działań wojennych zadań o znaczeniu operacyjnym w formie operacji morskich. W niewielkich marynarkach całość sił może tworzyć jeden związek operacyjny.